# Aa (dopływ Morza Północnego)
Aa – rzeka w północnej Francji o długości 82 km. Wypływa w okolicach Bourthes, a następnie płynie przez departamenty Pas-de-Calais (przepływa przez Saint-Omer) oraz Nord i uchodzi do Morza Północnego w pobliżu Gravelines. Na 29 km żeglowna.
W początkowym odcinku aż do Saint-Omer rzeka stanowi mały strumień, natomiast od Saint-Omer w stronę morza przybiera postać kanału wodnego służącego do żeglugi, prowadzącego w stronę Calais i Dunkierki.
Rzeka jest dosyć silnie zanieczyszczona przez odpady przemysłowe.